# Jon Aramburu
Jon Mikel Aramburu Mejías (Caracas, 23 de julio de 2002) es un futbolista venezolano que juega como defensa en la Real Sociedad de la Primera División de España. Es internacional con la selección de fútbol de Venezuela.

## Trayectoria

### Deportivo La Guaira
Formado en las categorías inferiores del Deportivo La Guaira Fútbol Club, en la temporada 2019-20 jugaría con el Deportivo La Guaira Fútbol Club "B", antes de debutar el 23 de febrero de 2020, con primer equipo del Deportivo La Guaira Fútbol Club en la Primera División de Venezuela, frente al Portuguesa FC en un encuentro que acabaría por victoria por dos goles a cero. Terminaría el año disputando 17 partidos.
En 2021, disputó 30 partidos de la Primera División de Venezuela y dos partidos de la Copa Libertadores, mientras que, en 2022, disputó 13 partidos de la Primera División y cinco partidos de la Copa Sudamericana.

### Real Unión
El 3 de agosto de 2022, firma por el Real Unión de la Primera Federación de España por dos temporadas, con opción a una tercera. Con el Real Unión dejó 3 goles y dos asistencias en un total de 33 partidos.

### Real Sociedad
En agosto del año siguiente, fue fichado por la Real Sociedad "B" de la misma categoría.
Logra debutar con el primer equipo de la Real Sociedad el 1 de noviembre, en la victoria 1-0 sobre el CD Buñol en la primera ronda de la Copa del Rey 2023-24 y luego siendo titular en la victoria por los cuartos de final, logrando el pase a semifinales.
Debuta en la Primera División de España jugando para la Real Sociedad el 20 de enero de 2024 en un partido contra el Celta de Vigo, siendo titular y disputando los primeros 45 minutos. Semanas después debuta en la Champions League entrando al minuto 87 frente al PSG en los octavos de final de la misma.

## Selección nacional
Ha sido internacional con la selección de fútbol Sub-17 de Venezuela, sub-20 y sub-23.
Debutó con la selección absoluta de Venezuela el 18 de junio de 2023, siento titular y disputando los 90 minutos en la victoria 1 por 0 ante su similar de Guatemala en un partido amistoso.
Fue convocado por Fernando Batista para la 41.ª edición de la Copa América 2024 en donde disputó como titular los partidos ante México, Jamaica y Canadá, mostrándose como pieza clave en la defensa venezolana. Además, contribuyó en la ofensiva al provocar un penal a favor de la selección de Venezuela contra México y repartir dos asistencias a lo largo del certamen (una en el partido contra Jamaica y otra ante Canadá). El martes 15 de octubre de 2024, Aramburu hizo su primer gol con la selección absoluta venezolana, este gol fue en la décima fecha de las eliminatorias Conmebol hacia el mundial del 2026 contra Paraguay para abrir el marcador en el minuto 25.

#### Goles internacionales
| N.º | Fecha                 | Sede                                     | Rival    | Marcador | Resultado | Competición                   |
| --- | --------------------- | ---------------------------------------- | -------- | -------- | --------- | ----------------------------- |
| 1   | 15 de octubre de 2024 | Defensores del Chaco, Asunción, Paraguay | Paraguay | 0 - 1    | 2 - 1     | Clasificación al Mundial 2026 |

## Estadísticas

### Clubes
Actualizado al último partido disputado el 25 de mayo de 2025.
| Club                                  | Div.          | Temporada     | Liga  | Liga  | Liga   | Copas nacionales | Copas nacionales | Copas nacionales | Copas internacionales | Copas internacionales | Copas internacionales | Total | Total | Total  |
| Club                                  | Div.          | Temporada     | Part. | Goles | Asist. | Part.            | Goles            | Asist.           | Part.                 | Goles                 | Asist.                | Part. | Goles | Asist. |
| ------------------------------------- | ------------- | ------------- | ----- | ----- | ------ | ---------------- | ---------------- | ---------------- | --------------------- | --------------------- | --------------------- | ----- | ----- | ------ |
| Deportivo La Guaira F. C. · Venezuela | 1.ª           | 2019-20       | 17    | 0     | 0      | 0                | 0                | 0                | ―                     | ―                     | ―                     | 17    | 0     | 0      |
| Deportivo La Guaira F. C. · Venezuela | 1.ª           | 2020-21       | 30    | 1     | 0      | 0                | 0                | 0                | 2                     | 0                     | 0                     | 32    | 1     | 0      |
| Deportivo La Guaira F. C. · Venezuela | 1.ª           | 2021-22       | 13    | 0     | 0      | 0                | 0                | 0                | 7                     | 0                     | 0                     | 20    | 0     | 0      |
| Deportivo La Guaira F. C. · Venezuela | Total club    | Total club    | 60    | 1     | 0      | 0                | 0                | 0                | 9                     | 0                     | 0                     | 69    | 1     | 0      |
| Real Unión · España                   | 1.ª F         | 2022-23       | 33    | 3     | 2      | 6                | 0                | 0                | ―                     | ―                     | ―                     | 39    | 3     | 2      |
| Real Unión · España                   | Total club    | Total club    | 33    | 3     | 2      | 6                | 0                | 0                | 0                     | 0                     | 0                     | 39    | 3     | 2      |
| Real Sociedad "B" · España            | 1.ª F         | 2023-24       | 17    | 0     | 0      | ―                | ―                | ―                | ―                     | ―                     | ―                     | 17    | 0     | 0      |
| Real Sociedad "B" · España            | Total club    | Total club    | 17    | 0     | 0      | 0                | 0                | 0                | 0                     | 0                     | 0                     | 17    | 0     | 0      |
| Real Sociedad · España                | 1.ª           | 2023-24       | 11    | 0     | 0      | 3                | 0                | 0                | 1                     | 0                     | 0                     | 15    | 0     | 0      |
| Real Sociedad · España                | 1.ª           | 2024-25       | 35    | 1     | 1      | 5                | 0                | 0                | 9                     | 0                     | 0                     | 49    | 1     | 1      |
| Real Sociedad · España                | Total club    | Total club    | 46    | 1     | 1      | 8                | 0                | 0                | 10                    | 0                     | 0                     | 64    | 1     | 1      |
| Total carrera                         | Total carrera | Total carrera | 156   | 5     | 3      | 14               | 0                | 0                | 19                    | 0                     | 0                     | 189   | 5     | 3      |

## Vida privada
Aramburu es de ascendencia vasca por su padre vasco nacido en San Sebastián, y además de la nacionalidad venezolana, también posee la española por sus abuelos paternos.